# Illa de Flores (Uruguai)
L'Illa de Flores (en castellà, Isla de Flores) és una petita illa del Riu de la Plata, pertanyent a l'Uruguai. Està situada en les coordenades 34° 56′ 50″ S, 55° 56′ 14″ O / 34.94722°S,55.93722°O, a mitjana distància entre la Rambla de Montevideo i el Banc Anglès, 21 quilòmetres al sud-est de Punta Carretas. Va ser batejada Illa de Flores per Sebastià Cabot, per raó d'haver-la descobert el dia de Pasqua Florida de 1527.
Va albergar un hotel per a immigrants, a manera de llatzeret per complir quarantenes obligatòries, posteriorment utilitzat també com a presó (per exemple, durant la dictadura de Gabriel Terra).
Té un far històric, va ser motiu del Tractat de la Farola de 1819, pel qual l'Uruguai va perdre les Misiones Orientales. Aquest far, construcció d'origen portuguès, va entrar en servei el 1828. Pel motiu abans esmentat, és popularment conegut com "el far més car del món".
El far, en l'actualitat depèn del Servei d'Il·luminació i Abalisament de l'Armada Nacional. El mateix té 37 metres d'altura i emet dos centelleigs cada 10 segons.
A 10 milles al sud-est es troba el temut Banc Anglès, que va ser dotat d'un pontó-far.